# كيث ورتمان
كيث ورتمان (بالإنجليزية: Keith Wortman)‏ هو لاعب كرة قدم أمريكية أمريكي، ولد في 20 يوليو 1950 في بيلينغز في الولايات المتحدة.

## وصلات خارجية
- كيث ورتمان على موقع مرجع كرة القدم المحترفة.كوم (الإنجليزية)